# I Just Can't Stop Loving You
I Just Can't Stop Loving You è il primo singolo del cantante statunitense Michael Jackson estratto dall'album Bad, cantato dallo stesso Jackson in duetto con Siedah Garrett.

## Descrizione
Scritta e composta da Jackson, la canzone doveva essere originariamente interpretata da lui e una cantante donna a scelta tra Barbra Streisand, Whitney Houston, Aretha Franklin e Agnetha Fältskog, ma nessuna partecipò (nel caso della Houston i suoi collaboratori non volevano venisse sovrastata). Quincy Jones ingaggiò allora Siedah Garrett, che aveva già scritto Man in the Mirror insieme a Glen Ballard (in una sola notte).
La versione contenuta nella prima stampa dell'album Bad è l'unica introdotta da un parlato del cantante della durata di 13 secondi circa. In tutte le riedizioni dell'album così come in tutte le raccolte in cui la canzone è inclusa, la versione album è stata sostituita con la versione 7", più corta di tredici secondi, senza le frasi recitate.
Nella ristampa del singolo su CD pubblicata nei primi anni duemila, la versione inclusa è quella con il parlato.
Del brano esiste anche una versione uncut, quindi non editata, della durata di 05:33 nella quale sono presenti parti vocali tagliate dalla pubblicazione finale.

## Promozione
I Just Can't Stop Loving You venne eseguita dal vivo nel Bad World Tour (1987-1989) in duetto con l'allora corista (e in seguito cantante solista) Sheryl Crow, nel Dangerous World Tour (1992-1993) in duetto con Siedah Garrett e il Royal Concert, il concerto di compleanno nel sultanato del Brunei, in duetto con Marva Hicks. L'ultima interpretazione risale alle prove per il This Is It Tour, mai realizzato, in duetto con la corista Judith Hill.

## Tracce
7" vinile
Edizione originale
1. I Just Can't Stop Loving You (Michael Jackson) – 4:12
2. Baby Be Mine (Rod Temperton) – 4:12

Todo mi amor eres tu (edizione limitata per il mercato iberico)
1. Todo mi amor eres tu (Michael Jackson) – 4:06
2. I Just Can't Stop Loving You – 4:12

### Versioni del brano
1. I Just Can't Stop Loving You (Album Version) – 4:25
2. I Just Can't Stop Loving You (7" Edit) – 4:12 – con un'introduzione più corta senza parlato
3. I Just Can't Stop Loving You (Demo Version)
4. Todo mi amor eres tu (versione in spagnolo presente nella Special Edition del 2001 dell'album "Bad" e in "Bad 25") – 4:06
5. Je ne veux pas la fin de nous (versione in francese contenuta in "Bad 25") – 4:06

## Classifiche

### Classifiche settimanali
| Classifica (1987)                | Posizione massima |
| -------------------------------- | ----------------- |
| Australia                        | 10                |
| Austria                          | 5                 |
| Belgio (Fiandre)                 | 1                 |
| Canada                           | 2                 |
| Danimarca                        | 1                 |
| Europa                           | 1                 |
| Finlandia                        | 3                 |
| Francia                          | 12                |
| Germania                         | 2                 |
| Grecia                           | 1                 |
| Irlanda                          | 1                 |
| Italia                           | 2                 |
| Norvegia                         | 1                 |
| Nuova Zelanda                    | 3                 |
| Paesi Bassi                      | 1                 |
| Regno Unito                      | 1                 |
| Spagna                           | 5                 |
| Stati Uniti                      | 1                 |
| Stati Uniti (adult contemporary) | 1                 |
| Stati Uniti (R&B)                | 1                 |
| Sudafrica                        | 7                 |
| Svezia                           | 4                 |
| Svizzera                         | 2                 |
| Classifica (2009)                | Posizione massima |
| Austria                          | 59                |
| Italia                           | 27                |
| Paesi Bassi                      | 75                |
| Svizzera                         | 40                |
| Classifica (2012)                | Posizione massima |
| Francia                          | 64                |

### Classifiche di fine anno
| Classifica (1987) | Posizione |
| ----------------- | --------- |
| Belgio (Fiandre)  | 5         |
| Canada            | 33        |
| Germania          | 26        |
| Italia            | 8         |
| Nuova Zelanda     | 29        |
| Paesi Bassi       | 21        |
| Regno Unito       | 30        |
| Stati Uniti       | 45        |
| Svizzera          | 21        |